# Starbuck, Minnesota
Starbuck là một thành phố thuộc quận Pope, tiểu bang Minnesota, Hoa Kỳ. Năm 2010, dân số của thành phố này là 1302 người.

## Dân số
- Dân số năm 2000: 1314 người.
- Dân số năm 2010: 1302 người.